# NGC 486
NGC 486 (również PGC 1281966) – galaktyka spiralna (S), znajdująca się w gwiazdozbiorze Ryb. Odkrył ją 6 grudnia 1850 roku Bindon Stoney – asystent Williama Parsonsa. Tworzy optyczną parę z gwiazdą pierwszego planu. Baza SIMBAD jako NGC 486 błędnie identyfikuje galaktykę LEDA 4975 (PGC 4975).